# (36855) 2000 SB125
2000 SB125 (asteroide 36855) é um asteroide da cintura principal. Possui uma excentricidade de 0.12843250 e uma inclinação de 5.76326º.
Este asteroide foi descoberto no dia 24 de setembro de 2000 por LINEAR em Socorro.